# الیزا (بات مکالمه)

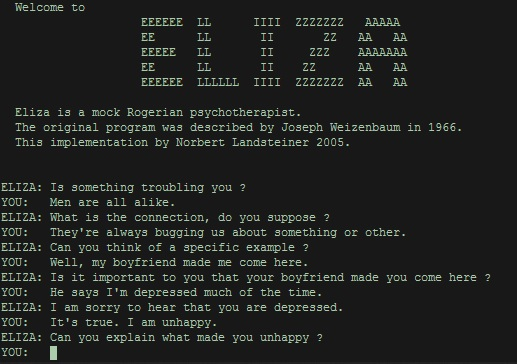
گفتگو با الیزا

الیزا یکی از اولین برنامه‌های کامپیوتری پردازش زبان طبیعی است که از سال ۱۹۶۴ تا ۱۹۶۶ در آزمایشگاه هوش مصنوعی MIT توسط جوزف ویزنیام طراحی شده است. برای نشان دادن سطحی از ارتباط بین انسان و ماشین اختراع شد. الیزا مکالمه را با استفاده از یک الگوی تطبیق روش جایگزینی شبیه‌سازی می‌کند که به کاربران یک توهم درک، در بخشی از این برنامه را می‌دهد، اما تا به حال هیچ چارچوب ساخته شده‌ای برای بررس حوادث نداشته است. نحوه تعامل ارائه شده در این ربات توسط 'اسکریپت' کنترل می‌شود، این اسکریپت در اصل با روش لغزش دیوانه نوشته شده است که به الیزا اجازه پردازش ورودی کاربر و شرکت در گفتمان را بر اساس قوانین و دستورها اسکریپت می‌دهد. معروف‌ترین اسکریپت شبیه‌سازی شده به نام داکتر است که به عنوان یک روان درمان Rogerian (به ویژه کارل راجرز بود که روش شناخته شده او در پاسخگویی به بیماران به‌صورت بازگو کردن طوطی‌وار همان چیزی که آنها بیان کرده بودند بود) شبیه‌سازی شده است
و با استفاده از قوانین دیکته شده در اسکریپت پاسخ‌های غیر جهت دار در پرسش و پاسخ با کاربر تولید می‌کند. به عنوان مثل ELIZA یکی از اولین chatterbots و یکی از اولین برنامه‌هایی بود که توانایی موفقیت در تست تورینگ را کسب کرد.